# Rennesøy kommun
Rennesøy kommun (norska: Rennesøy kommune) var en kommun i Rogaland fylke i sydvästra Norge. Kommunen låg i Boknafjorden och bestod av öarna Rennesøy, Mosterøy, Fjøløy, Sokn, Bru, Vestre Åmøy, Klosterøy och Brimse. Kommunens centralort var Vikevåg som också var kommunens största tätort.
På Mosterøy finns Utstein kloster, ursprungligen en kungsgård som upprättades på Harald Hårfagers tid och som under andra hälften av 1100-talet förvandlades till kloster av kung Magnus Erlingsson. Efter reformation förföll klostret men det är idag renoverat och ägs av en stiftelse.
Alla öar utom Brimse är sammanbundna av vägar över broar eller genom tunnlar under vattnet.

## Administrativ historik
Rennesøy kommun upprättades den 1 januari 1838 (som Rennesø formannskapsdistrikt) när Formannskapslovene från 1837 trädde i kraft. Kommunen omfattade då den mellersta delen av nuvarande Stavangers kommun (Mosterøy och Rennesøy socknar) samt hela nuvarande Kvitsøy kommun.
Den 1 juli 1884 bröts Mosterøy kommun ut ur kommunen som då minskade från 2 401 invånare före delningen till 1 092 invånare efter. Den återstående delen omfattade ett område i den mellersta delen av nuvarande Stavangers kommun (Rennesøy socken).
Den 1 juli 1918 överfördes ett bebott område (med 72 invånare) från Finnøy kommun till Rennesøy kommun.
Den 1 januari 1965 gick Mosterøy kommun åter upp i Rennesøy kommun. Kommunen ökade då från 1 370 invånare före sammanslagningen till 2 187 invånare efter.
Den 31 december 2019 upphörde kommunen då den tillsammans med Finnøy kommun slogs ihop med Stavangers kommun.

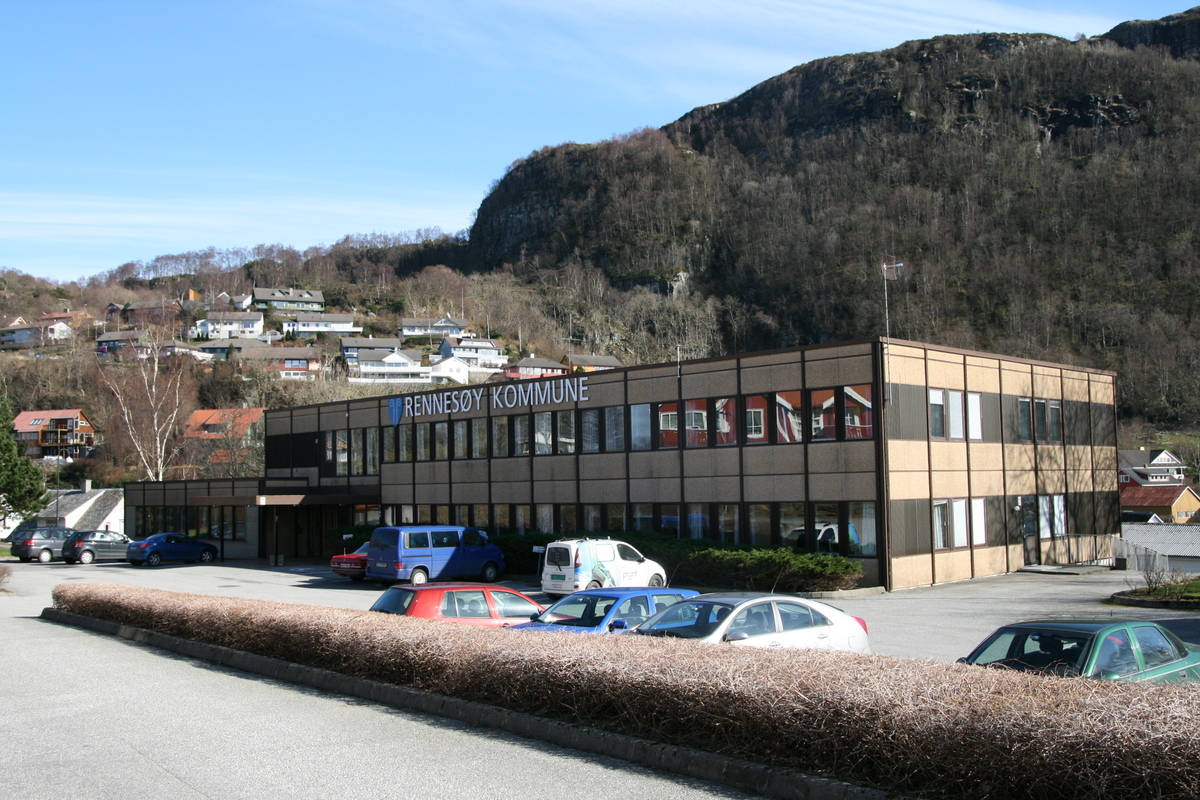
Rennesøy gamla kommunhus.